# 찰스 모이어

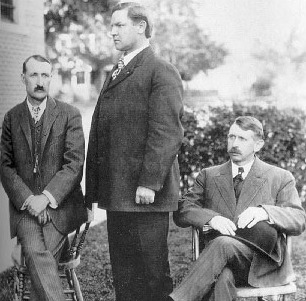
1907년 살인누명을 썼을 때 찍은 사진. 왼쪽부터 찰스 모이어, 빌 헤이우드, 조지 프티본.

찰스 H. "찰리" 모이어(Charles H. "Charlie" Moyer, 1866년 ~ 1929년 6월 2일)는 미국의 노동운동가로, 1902년에서 1926년까지 서부광부연맹(WFM) 총재를 역임했다. 콜로라도 노동전쟁 당시 WFM의 지도부를 맡았다. 코르덜레인 대치 당시 노조를 탄압했던 전 아이다호 주지사 프랭크 스투넨버그가 폭탄암살당하자 빌 헤이우드 등과 함께 그 누명을 쓰고 재판을 받기도 했다. 1913년에서 1914년에는 처참한 실패로 끝난 카퍼컨트리 파업을 배후에서 조종하기도 했다. 세계산업노동자연맹(IWW)의 발기인 중 한 명으로 참여했지만 나중에 IWW를 탈퇴했다.
거듭된 노동쟁의 패배로 신임을 잃어 1926년 WFM 총재 선거에서 낙선했다. 3년 뒤 캘리포니아에서 죽었다.